# 和田一郎 (官僚)
和田 一郎（わだ いちろう、1881年（明治14年）5月1日 - 没年不詳）は、朝鮮総督府官僚。実業家。

## 経歴
新潟県出身。1906年（明治39年）、東京帝国大学法科大学政治学科を卒業。大蔵書記官、税務監督局長、朝鮮総督府事務官、土地調査局総務課長、理財課長、鉄道部長、同参事官、同監察官、財務局長を歴任した。また1923年（大正12年）には法学博士号を受けた。
退官後は朝鮮商業銀行頭取に就任し、1931年（昭和6年）まで在任した。

## 栄典
位階
- 1902年（明治35年）6月10日 - 正八位[3]
- 1919年（大正8年）10月10日 - 正五位[4]

勲章
- 1922年（大正11年）8月29日 - 勲三等瑞宝章[5]